# Elista
Elista (russisk: Элиста́, tr. Elista; kalmykisk: Элст, tr. Elst) er hovedstad i Republikken Kalmykija i Rusland. Byen ligger 1.200 km syd-sydøst for Moskva, og har 104.082 (2025) indbyggere. Byen er kendt som et meget vigtigt center for skak, og store turneringer har været afholdt i Elista.

## Historie
Elista blev grundlagt i 1865 som en mindre bosættelse. I november 1920 blev Elista administrativt center for Den kalmykiske autonome oblast. Tidlig i  1930'erne var Elista forvandlet til en lille by da  Josef Stalins kollektiviseringspolitik tvang  mange kalmyker til at opgive deres traditionelle nomadiske livsstil til fordel for en fastboende og urban livsstil. I oktober 1935 blev Elista udnævnt som hovedstad i Den kalmykiske ASSR.
27. december 1943, blev Den kalmykiske ASSR opløst, og republikkens befolkning af etniske kalmyker blev deporteret til Sibirien. Russere blev forflyttet til Elista for at genbefolke byen, og navnet blev ændret til Stepnoj (russisk: Степно́й). Byen hed Stepnoj frem til 1957, da de overlevende efter deportationerne fik lov til at vende hjem.

## Seværdigheder
Efter 1991 har byen været karakteriseret af det sagte forfald af Sovjettidens institutioner, og de store byggeprojekter igangsat af republikkens tidligere millionær-præsident Kirsan Iljumsjinov.
Byens centrum har mange renoverede offentlige parker centreret omkring hovedtorvet, med statuer af både Lenin og Buddha. Øst for byen ligger "Den Olympiske Landsby" fra den 33. Skakolympiade i 1998, lokalt kendt som "Skakbyen". Stedet har blandt andet et udmærket museum af kalmykisk buddhistisk kunst, og den bruges også fra tid til anden som konferencecenter. 
Under sit besøg i 1998 udvalgte Dalai Lama et sted vest for bycenteret for bygningen af et nyt buddhisttempel for byens indbyggere. Templet blev åbnet i december 2005.

## Erhvervsliv
Byen fungerer som forvaltnings-, uddannelses- og handelscentrum. Industrielt er kun levnedsmiddelforarbejdning af betydning.

## Transport
Elista har en mindre regional lufthavn, med ruter til Moskva og byer i Ruslands sydlige region. 
Der går jernbanelinje fra Elista mod syd til Stavropol, og der er vejforbindelser til Volgograd og Astrakhan. 

## Fotogalleri
- Klosteret  Geden Sheddup Choikorling
- Det gyldne tempel
- En Buddha i Elista